# Henneguya lagodon
Henneguya lagodon is een microscopische parasiet uit de familie Myxobolidae. Henneguya lagodon werd in 1967 beschreven door Hall & Iverson. 